# بیمارستان حضرت ولی‌عصر (کازرون)
بیمارستان ولیعصر واقع در استان فارس، شهرستان کازرون بیمارستانی است دانشگاهی و درمانی وابسته به دانشگاه علوم پزشکی شیراز با ظرفیت ۱۷۴ تخت ثابت که در سال ۱۳۷۶ شمسی تأسیس گردید.
هم اکنون این بیمارستان دارای بخش‌های اتاق عمل، تالاسمی، زایشگاه، اورژانس، دیالیز، اتفاقات، اطفال، جراحی زنان و زایمان، داخلی، جراحی عمومی، چشم، ارولوژی، ارتوپدی، ENT، CCU، ICU جنرال،  نروسرجری، post ccu، NICU، و دیگر واحدهای پاراکلینیکی و درمانگاهی می‌باشد.